# Sergej Nikitič Ivanov
Sergej Nikitič Ivanov (rusky Сергей Никитич (Никитович) Иванов, * 13. červnajul./ 26. června 1900greg., Petrohrad, Ruské impérium, zemřel ? května 1945) byl ruský emigrant, zakladatel a velitel RNNA a na konci války byl generálmajorem ROA.

## Občanská válka
Byl studentem techniky. Po říjnové revoluci a vypuknutí ruské občanské války se přidal k bílým a sloužil v Severo-západní armádě (rusky Северо-Западная армия) pod velením Stanisława Bułak-Bałachowicze v Estonsku. V této armádě dosáhl hodnosti praporčíka (rusky Хорунжий).

## Mezi válkami
Po porážce bělogvardějců zůstal v exilu v Estonsku, odkud se později přesídlil do Německa. Zde se zapojil do ruské emigrantské politiky a v 30. letech 20. století vedl německou pobočku Ruské fašistické strany. V roce 1936 byl Ivanov z této funkce odvolán. V roce 1937 se stal v Berlíně hlavním představitelem Všeruské fašistické organizace.
Tato skupina, inspirovaná italským fašismem, usilovala o svržení bolševického režimu v Sovětském svazu prostřednictvím spontánní národní revoluce. Ivanov a jeho stoupenci viděli v nacistickém Německu potenciálního spojence v boji proti SSSR a budoucího osvoboditele z bolševického jha. Souběžně s politickou činností pracoval v Berlíně jako radiotechnik.

## Druhá světová válka
Po německém vpádu do SSSR dorazil na území SSSR do okupovaného Smolenska, kde pracoval pro německou armádu jako sonderführer v pozici překladatele. Již v létě 1941 se snažil prosadit koncept vytvoření ruských vojenských jednotek na německé straně, které by se aktivně zapojily do boje proti tzv. židobolševismu. Podle jeho představ měly tyto jednotky přispět nejen k porážce SSSR, ale také k budování nového Ruska v poválečném uspořádání po německém vítězství. Jeho návrhy nezaujaly německé velení, ale vojenská rozvědka v nich viděla potenciál pro diverzní a propagandistické operace.
Ve Smolensku byl Ivanov veden podplukovníkem Wernerem von Götting-Seeburgem z Abwehrkommanda 203 (dvojka v názvu značí oblast zájmu sabotáže), který zorganizoval jeho audienci u polního maršála Güntherem von Klugeho. Během ní se projednávaly možnosti založení ruské jednotky na německé straně.  V březnu 1942, po souhlasu německého velení, dostal Ivanov oficiální povolení vybírat vhodné kandidáty pro svou jednotku z řad válečných zajatců z táborů umístěných v týlové zóně skupiny armád Střed. Z nich spolu se svým bratrem, Sacharovem a Kromiadim zorganizoval RNNA. Tato jednotka, tvořená převážně sovětskými zajatci, měla experimentální charakter a působila v blízkosti frontové linie. Ivanov její politické poslání definoval takto:
| „              | Moskvu nedobudou Němci, ale my, Rusové, si ji vezmeme vlastníma rukama a obnovíme svůj řád. Proto po ukončení formování musí naše armáda zaujmout jeden z úseků fronty, aby mohla bojovat proti sovětským jednotkám. | “ |
| — S. N. Ivanov | |   |

Ivanov se stal velitelem RNNA a působil pod krycím jménem Šedá hlava. Velel výpadu podniknutém dne 24. května 1942 proti obklíčeným jednotkám 1. gardového jízdního sboru Rudé armády (rusky 1-й гвардейский кавалерийский корпус) v oblasti města Dorogobuž. Tato operace měla krycí název Hannover a jejím cílem bylo proniknout na území ovládané sovětskými vojsky a zajmout nebo zničit celé vedení sboru. Útok byl podniknut v sovětských stejnokrojích v počtu asi 300 lidí. Ačkoli mise nesplnila hlavní cíl, německé velení ocenilo bojovou hodnotu jednotky RNNA a Ivanovovo velení.
Ivanov se aktivně podílel na organizaci a výcviku sabotážních jednotek, které byly určeny k infiltraci do sovětského týlu. Paralelně řídil protipartyzánské operace proti sovětským partyzánským oddílům. Mezi metody boje patřilo vytváření falešných partyzánských skupin, převlečených jednotek, které měly za cíl kompromitovat skutečné partyzány a získávat informace o jejich síti podporovatelů.
Ivanov nařídil svým vojákům zapojit se do zemědělských prací, včetně senoseče a pomoci místním rolníkům při sklizni, což mělo zlepšit vztahy s civilním obyvatelstvem okupovaných území.
V červnu 1942 byl nucen opustit své místo poté, co se nakazil tyfem a byl převezen k léčbě do Německa. 
RNNA trpěla od začátku dezercemi vojáků, kdy řada vojáků přeběhla k sovětským partyzánům.  Tato situace vedla k výraznému oslabení německé důvěry jak v samotnou jednotku, tak v Ivanovovo vedení. Následkem toho bylo na podzim 1942 rozhodnuto o reorganizaci RNNA - jednotka byla rozpuštěna a její zbývající síly byly převedeny do samostatných praporů pod přímé německé velení. Ivanov byl současně odvolán z pozice velitele.
Po ohlášení vzniku Ruské osvobozenecké armády v roce 1943 se Ivanov připojil k tomuto hnutí. Díky svým předchozím kontaktům v Abwehru a SD inicioval vytvoření 1. gardové brigády ROA, jejíž vznik následně koordinoval pod dohledem německých bezpečnostních složek. Tento projekt získal i formální souhlas generála Andreje Vlasova, formálního velitele ROA.
Dne 22. června 1943 se Ivanov výrazně prezentoval během vojenské přehlídky v Pskově, kde jako jeden z předních důstojníků vedl pochodový proud. Tato událost měla především propagandistický význam a měla demonstrovat sílu ruského protistalinského hnutí.  
V únoru 1945 byl jmenován velitelem zpravodajské školy KONR v Praze, která připravovala agenty pro nasazení v sovětském týlu. Od konce války v květnu 1945 je nezvěstný. Jeho poválečný osud zůstává nejasný. Podle některých zdrojů možná spolupracoval s americkou rozvědkou, což by odpovídalo osudům dalších vysokých důstojníků ROA, kteří přešli do služeb západních spojenců.